# Diaphoropeza braueri
Diaphoropeza braueri là một loài ruồi trong họ Tachinidae.